# Ramunė Visockytė
Ramunė Visockytė (*  9. April 1967 in Gargždai, Rajongemeinde Klaipėda) ist eine  litauische Journalistin und Politikerin.

## Leben
Nach dem Abitur von 1974 bis 1985 an der Mittelschule Gargždai absolvierte Visockytė von 1986 bis 1992 das Diplomstudium der Journalistik an der Universität Vilnius in der litauischen Hauptstadt Vilnius. Von 1985 bis 1986 arbeitete sie in der Zeitung   „Pajūrio buitininkas“ als Korrespondentin, von 1987 bis 1990  in der Kulturdenkmalschutzinspektion in Klaipėda, von 1990 bis 1996 bei der Wochenschrift UAB „Mažoji Lietuva“, 1996, von 1997 bis 1998  in der Tageszeitung „Vakarų ekspresas“ von UAB „Brolių Tomkų leidyba“. Von 2004 bis 2008 war sie Mitglied im Seimas. 
Seit 2004 ist Visockytė Mitglied der Darbo partija.
Visockytė hat die Tochter Teodora (* 1993).